# Border Romance
Pour plus de détails, voir Fiche technique et Distribution.
Border Romance est un film américain réalisé par Richard Thorpe, sorti en 1930.

## Synopsis
Bob Hamlin et son frère Victor sont engagés pour convoyer des chevaux dans les montagnes du Mexique. Dans une taverne Victor tue en légitime défense un Mexicain, mais ils parviennent à échapper aux Rurales (en). Alors qu'ils sont à la recherche de Buck, qui a volé leurs chevaux, Bob rencontre Conchita, dont la beauté le captive. Mais il courtise Gloria, la petite amie de Buck, pour en savoir plus sur lui. Il arrivera à convaincre Conchita de sa bonne foi, à faire arrêter les hommes de Buck et même à toucher une récompense pour avoir tué El Gallo, un célèbre bandit.

## Fiche technique
- Titre original : Border Romance
- Réalisation : Richard Thorpe
- Scénario : Jack Natteford
- Décors : Ralph M. DeLacy
- Photographie : Harry Zech
- Son : John Stransky Jr.
- Montage : Richard Cahoon
- Musique : Al Short
- Production : Lester F. Scott Jr.
- Société de production : Tiffany Productions
- Société de distribution : Tiffany Productions
- Pays de production :  États-Unis
- Langue originale : anglais, espagnol
- Format : noir et blanc — 35 mm — 1,37:1 — son Mono (RCA Photophone System)
- Genre : Western
- Durée : 61 minutes (selon l'AFI) - 71 minutes (selon IMDB)
- Date de sortie :
  - États-Unis : 18 mai 1930[1]

## Distribution
- Armida : Conchita Cortez
- Don Terry : Bob Hamlin
- Marjorie Kane : Nina
- Victor Potel : Slim
- Wesley Barry : Victor Hamlin
- Nita Martan : Gloria
- J. Frank Glendon : Buck
- Harry von Meter : le capitaine des Rurales
- Willy Castello : le lieutenant des Rurales

## Chansons du film
- Song of the Rurales, The Girl From Topolobombo, Yo te adoro, My Desert Rose : paroles et musique de Will Jason (en) et Val Burton